# خوکچه کوهی آندی
خوکچه کوهی آندی (نام علمی: Microcavia niata) نام یک گونه از سرده خوکچه کوهی است.